# Развёрнутая форма игры

Игра в развёрнутой форме

Развёрнутой формой (англ. extensive form) игры называют её представление в виде дерева. Дерево состоит из вершин и соединяющих их рёбер. Вершины подразделяются на терминальные (конечные) и нетерминальные. Каждая нетерминальная вершина характеризуется множеством допустимых ходов и доступной для игрока информацией. Терминальные вершины сообщают о размере выигрыша, получаемого по их достижении.
В развёрнутой форме можно представить и игры неполной информации. В этом случае игра начинается с хода природы, то есть некого случайного события.

## Определение для конечной игры
Конечная игра в развёрнутой форме — это структура
{\displaystyle \Gamma =\langle {\mathcal {K}},\mathbf {H} ,[(\mathbf {H} _{i})_{i\in {\mathcal {I}}}],\{A(H)\}_{H\in \mathbf {H} },a,\rho ,u\rangle }
где:
- {\displaystyle {\mathcal {K}}=\langle V,v^{0},T,p\rangle } — конечное дерево со множеством вершин {\displaystyle V}, единственной начальной вершиной {\displaystyle v^{0}\in V}, множеством терминальных вершин {\displaystyle T\subset V} (пусть {\displaystyle D=V\setminus T} есть множество нетерминальных вершин) и функцией ближайшего предшественника {\displaystyle p:V\rightarrow D}.
- {\displaystyle \mathbf {H} } — разбиение {\displaystyle D}, называемое информационным разбиением.
- {\displaystyle A(H)} — множество возможных действий для каждого информационного множества {\displaystyle H\in \mathbf {H} }; эти множества образуют разбиение множества всех возможных действий {\displaystyle {\mathcal {A}}}.
- {\displaystyle a:V\setminus \{v^{0}\}\rightarrow {\mathcal {A}}} отображение, ставящее в соответствии каждой вершине {\displaystyle v} единственное действие {\displaystyle a(v)}. Обозначим {\displaystyle a_{v}} ограничение отображения {\displaystyle a} на множестве {\displaystyle s(v)} следующих за {\displaystyle v} вершин. Отображение {\displaystyle a} должно удовлетворять условию

{\displaystyle \forall H\in \mathbf {H} ,\forall v\in H}, ограничение {\displaystyle a_{v}:s(v)\rightarrow A(H)} для {\displaystyle a} на {\displaystyle s(v)} биективно, и {\displaystyle s(v)} есть множество вершин, следующих за {\displaystyle v}.
- {\displaystyle {\mathcal {I}}=\{1,...,I\}} — конечное множество игроков, {\displaystyle 0} — специальный игрок «Природа», кортеж {\displaystyle (\mathbf {H} _{i})_{i\in {\mathcal {I}}\cup \{0\}}} в качестве элементов {\displaystyle \mathbf {H} _{i}} имеет  специфическое для игрока {\displaystyle i\in {\mathcal {I}}\cup \{0\}} подмножество информационного разбиения {\displaystyle \mathbf {H} }. Пусть {\displaystyle \iota (v)=\iota (H)} есть единственный игрок, совершающий ход в вершине {\displaystyle v\in H}.
- {\displaystyle \rho =\{\rho _{H}:A(H)\rightarrow [0,1]|H\in \mathbf {H} _{0}\}} — семейство распределений на множестве действий природы.
- {\displaystyle u=(u_{i})_{i\in {\mathcal {I}}}:T\rightarrow \mathbb {R} ^{\mathcal {I}}} — функция выигрыша.